# Championnat de Pologne de football 2014-2015
Navigation
Ekstraklasa 2013-14 Ekstraklasa 2015-16
La saison 2014-2015 du championnat de Pologne de football est la 89e saison de l'histoire de la compétition et la 81e sous l'appellation « Ekstraklasa » (et la 4e sous le nom T-Mobile Ekstraklasa). Le premier championnat dans la hiérarchie du football polonais oppose seize clubs en deux séries de trente et sept rencontres, disputées pour la première selon le système aller-retour où les différentes équipes s'affrontent une fois par phase et pour la seconde en matches simples, chaque équipe affrontant une seule fois les autres clubs présents dans son groupe. La saison commence le 18 juillet 2014 et prend fin le 7 juin 2015.
Les trois premières places de ce championnat sont qualificatives pour les compétitions européennes que sont la Ligue des champions et la Ligue Europa. Une quatrième place est attribuée au vainqueur de la coupe nationale.
Le GKS Bełchatów et le Górnik Łęczna sont les deux clubs promus cette saison.
Le Legia Varsovie met son titre en jeu pour la dixième fois de son histoire.
Ce dernier, premier lors de la majeure partie de la saison régulière, est finalement dépassé par le Lech Poznań en début de seconde phase et ne peut combler son retard. Le Lech obtient ainsi le septième championnat de son histoire. 
À l'inverse, le Zawisza Bydgoszcz et le GKS Bełchatów, promu en début de saison, sont les deux clubs relégués.

## Les seize clubs participants

### Présentation
| \| Cracovia GKS Górnik Ł. Górnik Z. Jagiellonia Korona Lech Lechia Legia Piast Podbeskidzie Pogoń Ruch Śląsk Wisła Zawisza \| Localisation des clubs concernés. |
| Cracovia GKS Górnik Ł. Górnik Z. Jagiellonia Korona Lech Lechia Legia Piast Podbeskidzie Pogoń Ruch Śląsk Wisła Zawisza                                         |

Seize clubs ont obtenu sportivement leur présence dans la compétition, après les éditions 2013-2014 du championnat de Pologne de première et deuxième division. Les deux promus sont le GKS Bełchatów, qui revient dans l'élite après une saison en D2, et le Górnik Łęczna.
| Club                       | Dernière montée | Budget (en M€) | 2013- 2014 | Entraîneur actuel   | Depuis | Stade                             | Capacité théorique |
| -------------------------- | --------------- | -------------- | ---------- | ------------------- | ------ | --------------------------------- | ------------------ |
| Cracovia                   | 2013            | 6,3            | 14e        | Jacek Zieliński     | 2015   | Stade Józef Piłsudski             | 15 016             |
| GKS Bełchatów              | 2014            | 3,3            | 1er (D2)   | Kamil Kiereś        | 2015   | Stade du GKS Bełchatów            | 5 238              |
| Górnik Łęczna              | 2014            | 3              | 2e (D2)    | Yuriy Shatalov      | 2013   | Stade du Górnik Łęczna            | 7 226              |
| Górnik Zabrze              | 2010            | 3,5            | 6e         | Józef Dankowski     | 2014   | Stade Ernest-Pohl                 | 3 000              |
| Jagiellonia Białystok      | 2007            | 4,5            | 11e        | Michał Probierz     | 2014   | Stade municipal                   | 22 386             |
| Korona Kielce              | 2009            | 4,5            | 13e        | Ryszard Tarasiewicz | 2014   | Kolporter Arena                   | 15 500             |
| Lech Poznań                | 2002            | 11,3           | 2e         | Maciej Skorża       | 2014   | Stade INEA                        | 41 609             |
| Lechia Gdańsk              | 2008            | 8,5            | 4e         | Jerzy Brzęczek      | 2014   | PGE Arena Gdańsk                  | 42 105             |
| Legia Varsovie             | 1948            | 30,1           | 1er        | Henning Berg        | 2013   | Stade du maréchal Józef Piłsudski | 31 103             |
| Piast Gliwice              | 2012            | 4,5            | 12e        | Radoslav Látal      | 2015   | Stade municipal                   | 10 037             |
| Podbeskidzie Bielsko-Biała | 2011            | 3              | 10e        | Dariusz Kubicki     | 2015   | Stade municipal                   | 6 962              |
| Pogoń Szczecin             | 2012            | 5              | 7e         | Czesław Michniewicz | 2015   | Stade municipal                   | 18 027             |
| Ruch Chorzów               | 2007            | 3,5            | 3e         | Waldemar Fornalik   | 2014   | Stade municipal                   | 9 300              |
| Śląsk Wrocław              | 2008            | 6,3            | 9e         | Tadeusz Pawłowski   | 2014   | Stade municipal                   | 42 771             |
| Wisła Cracovie             | 1995            | 8,8            | 5e         | Kazimierz Moskal    | 2015   | Stade Henryk Reyman               | 33 326             |
| Zawisza Bydgoszcz          | 2013            | 2,8            | 8e         | Mariusz Rumak       | 2014   | Stade Zdzisław Krzyszkowiak       | 20 559             |

Légende :
- Qualifié pour le deuxième tour de qualification de la Ligue des champions 2014-2015.
- Qualifié pour le deuxième tour de qualification de la Ligue Europa 2014-2015.
- Promu de I liga.

### Changements d'entraîneurs en cours de saison
| Équipe             | Équipe | Entraîneur partant | Date de départ    | Remplacé par        | Date d'entrée en fonction |
| ------------------ | ------ | ------------------ | ----------------- | ------------------- | ------------------------- |
| Lech Poznań        | 5e     | Mariusz Rumak      | 12 août 2014      | Maciej Skorża       | 1er septembre 2014        |
| Zawisza Bydgoszcz  | 15e    | Jorge Paixão       | 30 août 2014      | Mariusz Rumak       | 1er septembre 2014        |
| Lechia Gdańsk      | 10e    | Quim Machado       | 21 septembre 2014 | Tomasz Unton        | 21 septembre 2014         |
| Ruch Chorzów       | 14e    | Ján Kocian         | 6 octobre 2014    | Waldemar Fornalik   | 7 octobre 2014            |
| Pogoń Szczecin     | 10e    | Dariusz Wdowczyk   | 21 octobre 2014   | Ján Kocian          | 22 octobre 2014           |
| Lechia Gdańsk (2)  | 12e    | Tomasz Unton       | 17 novembre 2014  | Jerzy Brzęczek      | 17 novembre 2014          |
| Wisła Cracovie     | 6e     | Franciszek Smuda   | 9 mars 2015       | Kazimierz Moskal    | 10 mars 2015              |
| Piast Gliwice      | 10e    | Ángel Pérez García | 18 mars 2015      | Radoslav Látal      | 20 mars 2015              |
| GKS Bełchatów      | 13e    | Kamil Kiereś       | 23 mars 2015      | Marek Zub           | 25 mars 2015              |
| Pogoń Szczecin (2) | 11e    | Ján Kocian         | 8 avril 2015      | Czesław Michniewicz | 9 avril 2015              |
| Cracovia           | 14e    | Robert Podoliński  | 19 avril 2015     | Jacek Zieliński     | 20 avril 2015             |
| Podbeskidzie       | 11e    | Leszek Ojrzyński   | 30 avril 2015     | Dariusz Kubicki     | 4 mai 2015                |
| GKS Bełchatów (2)  | 16e    | Marek Zub          | 20 mai 2015       | Kamil Kiereś        | 21 mai 2015               |

## Compétition

### Première phase

#### Classement

##### Classement général
| Rang | Équipe                     | Pts | J  | G  | N  | P  | Bp | Bc | Diff |
| ---- | -------------------------- | --- | -- | -- | -- | -- | -- | -- | ---- |
| 1    | Legia Varsovie (T)         | 56  | 30 | 17 | 5  | 8  | 57 | 30 | +27  |
| 2    | Lech Poznań                | 54  | 30 | 14 | 12 | 4  | 52 | 27 | +25  |
| 3    | Jagiellonia Białystok      | 49  | 30 | 14 | 7  | 9  | 43 | 35 | +8   |
| 4    | Śląsk Wrocław              | 46  | 30 | 12 | 10 | 8  | 43 | 36 | +7   |
| 5    | Wisła Cracovie             | 43  | 30 | 11 | 10 | 9  | 47 | 39 | +8   |
| 6    | Górnik Zabrze              | 43  | 30 | 11 | 10 | 9  | 43 | 43 | 0    |
| 7    | Pogoń Szczecin             | 41  | 30 | 11 | 8  | 11 | 40 | 38 | +2   |
| 8    | Lechia Gdańsk              | 41  | 30 | 11 | 8  | 11 | 36 | 37 | -1   |
| 9    | Korona Kielce              | 39  | 30 | 10 | 9  | 11 | 34 | 42 | -8   |
| 10   | Piast Gliwice              | 39  | 30 | 11 | 6  | 13 | 38 | 43 | -5   |
| 11   | Podbeskidzie Bielsko-Biała | 39  | 30 | 10 | 9  | 11 | 40 | 48 | -8   |
| 12   | Cracovia                   | 37  | 30 | 10 | 7  | 13 | 35 | 41 | -6   |
| 13   | Górnik Łęczna (P)          | 34  | 30 | 8  | 10 | 12 | 31 | 37 | -6   |
| 14   | Ruch Chorzów               | 33  | 30 | 8  | 9  | 13 | 33 | 38 | -5   |
| 15   | GKS Bełchatów (P)          | 31  | 30 | 8  | 7  | 15 | 24 | 42 | -18  |
| 16   | Zawisza Bydgoszcz          | 29  | 30 | 8  | 5  | 17 | 32 | 52 | -20  |

| Légende : Qualifications | Légende : Qualifications                                                              |
| ------------------------ | ------------------------------------------------------------------------------------- |
|                          | Qualification pour le « groupe titre » : 1er, 2e, 3e, 4e, 5e, 6e, 7e et 8e            |
|                          | Qualification pour le « groupe relégation » : 9e, 10e, 11e, 12e, 13e, 14e, 15e et 16e |
|                          | (T) : Tenant du titre (P) : Promu de deuxième division                                |

#### Tableau des rencontres
| Résultats (▼dom., ►ext.)                                   | CRA | GKS | GŁĘ | GZA | JAG | KOR | LPO | LGD | LEG | PIA | POD | POG | RUC | ŚLĄ | WIS | ZAW |
| Cracovia                                                   |     | 3-1 | 2-1 | 1-2 | 1-1 | 2-1 | 0-0 | 3-2 | 1-3 | 3-1 | 1-3 | 0-1 | 1-0 | 1-1 | 1-0 | 1-0 |
| GKS Bełchatów                                              | 1-1 |     | 1-1 | 1-0 | 0-0 | 2-0 | 1-2 | 1-1 | 0-3 | 0-0 | 1-2 | 1-0 | 0-1 | 2-0 | 3-1 | 1-4 |
| Górnik Łęczna                                              | 2-1 | 1-1 |     | 0-1 | 0-0 | 1-0 | 1-1 | 1-1 | 3-1 | 1-2 | 0-0 | 4-2 | 3-0 | 1-1 | 1-1 | 5-2 |
| Górnik Zabrze                                              | 2-0 | 2-0 | 2-0 |     | 3-0 | 1-1 | 1-1 | 2-2 | 0-4 | 1-2 | 3-3 | 1-1 | 2-2 | 3-3 | 0-5 | 2-1 |
| Jagiellonia Białystok                                      | 2-1 | 0-1 | 2-1 | 1-0 |     | 1-2 | 1-0 | 2-2 | 0-3 | 2-1 | 4-2 | 5-0 | 2-0 | 1-3 | 2-2 | 0-0 |
| Korona Kielce                                              | 1-2 | 2-0 | 2-0 | 0-3 | 0-3 |     | 2-2 | 3-2 | 0-0 | 1-0 | 2-1 | 2-2 | 0-0 | 2-2 | 3-2 | 2-2 |
| Lech Poznań                                                | 1-1 | 5-0 | 1-0 | 3-0 | 2-0 | 1-1 |     | 1-0 | 2-1 | 4-0 | 1-1 | 1-1 | 2-1 | 2-0 | 2-3 | 6-2 |
| Lechia Gdańsk                                              | 1-0 | 1-0 | 2-0 | 1-0 | 1-1 | 1-2 | 1-2 |     | 1-0 | 3-1 | 1-0 | 0-1 | 3-3 | 1-4 | 1-0 | 0-0 |
| Legia Varsovie (T)                                         | 2-0 | 0-1 | 5-0 | 1-1 | 1-3 | 2-0 | 2-2 | 1-0 |     | 2-0 | 3-0 | 2-1 | 2-1 | 4-3 | 2-2 | 2-0 |
| Piast Gliwice                                              | 4-2 | 3-1 | 0-0 | 2-2 | 0-2 | 1-2 | 3-2 | 1-3 | 3-1 |     | 3-0 | 1-0 | 0-1 | 2-0 | 0-0 | 3-0 |
| Podbeskidzie                                               | 1-1 | 1-1 | 1-0 | 0-3 | 1-0 | 2-2 | 0-2 | 1-0 | 2-1 | 2-4 |     | 2-3 | 3-0 | 2-2 | 2-2 | 2-1 |
| Pogoń Szczecin                                             | 2-1 | 3-0 | 0-1 | 3-1 | 2-0 | 2-0 | 1-1 | 0-1 | 2-1 | 0-0 | 1-2 |     | 1-1 | 4-1 | 0-3 | 3-0 |
| Ruch Chorzów                                               | 3-0 | 0-1 | 1-2 | 1-2 | 5-2 | 0-1 | 0-0 | 1-1 | 0-0 | 2-0 | 2-0 | 2-1 |     | 1-0 | 1-2 | 1-2 |
| Śląsk Wrocław                                              | 0-0 | 2-1 | 2-1 | 2-0 | 0-1 | 1-0 | 1-1 | 3-0 | 1-3 | 3-0 | 0-0 | 1-1 | 2-0 |     | 1-0 | 2-1 |
| Wisła Cracovie                                             | 2-1 | 1-0 | 2-0 | 1-1 | 0-2 | 2-0 | 1-2 | 3-1 | 0-3 | 1-1 | 3-2 | 1-1 | 2-2 | 1-1 |     | 0-1 |
| Zawisza Bydgoszcz                                          | 0-3 | 2-1 | 0-0 | 1-2 | 1-3 | 2-0 | 1-0 | 0-2 | 1-2 | 2-0 | 1-2 | 2-1 | 1-1 | 0-1 | 2-4 |     |
| - Victoire à domicile - Match nul - Victoire à l'extérieur |     |     |     |     |     |     |     |     |     |     |     |     |     |     |     |     |

### Seconde phase
Avant le début de cette seconde phase, les points de chaque équipe obtenus en saison régulière sont divisés par deux et arrondis au demi point supérieur.

#### Groupe A

##### Classement
| Rang | Équipe                 | Pts | J  | G  | N  | P  | Bp | Bc | Diff |
| ---- | ---------------------- | --- | -- | -- | -- | -- | -- | -- | ---- |
| 1    | Lech Poznań            | 43  | 37 | 19 | 13 | 5  | 67 | 33 | +34  |
| 2    | Legia Varsovie (T) (C) | 42  | 37 | 21 | 7  | 9  | 64 | 33 | +31  |
| 3    | Jagiellonia Białystok  | 41  | 37 | 19 | 8  | 10 | 59 | 44 | +15  |
| 4    | Śląsk Wrocław          | 35  | 37 | 15 | 13 | 9  | 50 | 43 | +7   |
| 5    | Lechia Gdańsk          | 29  | 37 | 13 | 10 | 14 | 45 | 47 | -2   |
| 6    | Wisła Cracovie         | 28  | 37 | 12 | 13 | 12 | 56 | 48 | +8   |
| 7    | Górnik Zabrze          | 26  | 37 | 12 | 11 | 14 | 50 | 60 | -10  |
| 8    | Pogoń Szczecin         | 22  | 37 | 11 | 9  | 17 | 45 | 52 | -7   |

| Légende : Qualifications | Légende : Qualifications                                                        |
| ------------------------ | ------------------------------------------------------------------------------- |
|                          | Ligue des champions 2015-2016 (deuxième tour de qualification) : 1er            |
|                          | Ligue Europa 2015-2016 (deuxième tour de qualification) : vainqueur de la coupe |
|                          | Ligue Europa 2015-2016 (premier tour de qualification) : 2e, 3e                 |
|                          | (T) : Tenant du titre (C) : Vainqueur de la Coupe de Pologne                    |

##### Tableau des rencontres
| Résultats (▼dom., ►ext.)                                   | GZA | JAG | LPO | LGD | LEG | POG | ŚLĄ | WIS |
| Górnik Zabrze                                              |     |     | 1-6 | 0-1 |     | 2-0 |     |     |
| Jagiellonia Białystok                                      | 3-2 |     |     | 3-2 |     |     | 1-1 | 2-1 |
| Lech Poznań                                                |     | 1-3 |     |     |     | 1-0 | 3-0 | 0-0 |
| Lechia Gdańsk                                              |     |     | 1-2 |     | 0-0 |     |     | 2-2 |
| Legia Varsovie (T)                                         | 2-0 | 1-0 | 1-2 |     |     |     |     | 1-0 |
| Pogoń Szczecin                                             |     | 1-3 |     | 1-3 | 0-1 |     |     |     |
| Śląsk Wrocław                                              | 1-1 |     |     | 1-0 | 1-1 | 2-1 |     |     |
| Wisła Cracovie                                             | 4-1 |     |     |     |     | 2-2 | 0-1 |     |
| - Victoire à domicile - Match nul - Victoire à l'extérieur |     |     |     |     |     |     |     |     |

#### Groupe B

##### Classement
| Rang | Équipe                     | Pts | J  | G  | N  | P  | Bp | Bc | Diff |
| ---- | -------------------------- | --- | -- | -- | -- | -- | -- | -- | ---- |
| 9    | Cracovia                   | 36  | 37 | 15 | 9  | 13 | 50 | 44 | +6   |
| 10   | Ruch Chorzów               | 30  | 37 | 12 | 10 | 15 | 44 | 46 | -2   |
| 11   | Korona Kielce              | 28  | 37 | 12 | 11 | 14 | 44 | 55 | -11  |
| 12   | Piast Gliwice              | 28  | 37 | 13 | 8  | 16 | 50 | 56 | -6   |
| 13   | Podbeskidzie Bielsko-Biała | 27  | 37 | 12 | 10 | 15 | 47 | 60 | -13  |
| 14   | Górnik Łęczna (P)          | 27  | 37 | 11 | 11 | 15 | 39 | 46 | -7   |
| 15   | Zawisza Bydgoszcz          | 24  | 37 | 10 | 8  | 19 | 45 | 63 | -18  |
| 16   | GKS Bełchatów (P)          | 21  | 37 | 9  | 9  | 19 | 35 | 60 | -25  |

| Légende : Relégations | Légende : Relégations             |
| --------------------- | --------------------------------- |
|                       | Relégation en I liga : 15e et 16e |
|                       | (P) : Promu de deuxième division  |

##### Tableau des rencontres
| Résultats (▼dom., ►ext.)                                   | CRA | GKS | GŁĘ | KOR | PIA | POD | RUC | ZAW |
| Cracovia                                                   |     | 1-1 |     | 1-1 |     |     | 1-0 | 3-1 |
| GKS Bełchatów                                              |     |     |     | 2-2 |     | 0-2 |     | 1-4 |
| Górnik Łęczna                                              | 0-3 | 1-0 |     |     |     |     | 0-1 |     |
| Korona Kielce                                              |     |     | 1-3 |     | 2-1 | 3-1 | 0-2 |     |
| Piast Gliwice                                              | 0-3 | 6-3 | 2-3 |     |     | 2-1 |     |     |
| Podbeskidzie                                               | 0-3 |     | 1-0 |     |     |     | 0-2 | 2-2 |
| Ruch Chorzów                                               |     | 2-4 |     |     | 1-1 |     |     | 3-2 |
| Zawisza Bydgoszcz                                          |     |     | 1-1 | 3-1 | 0-0 |     |     |     |
| - Victoire à domicile - Match nul - Victoire à l'extérieur |     |     |     |     |     |     |     |     |

## Statistiques
| 20 buts - Kamil Wilczek (Piast Gliwice) 18 buts - Flávio Paixão (Śląsk Wrocław) 15 buts - Paweł Brożek (Wisła Cracovie) - Patryk Tuszyński (en) (Jagiellonia Białystok) 14 buts - Grzegorz Kuświk (en) (Ruch Chorzów) - Mateusz Piątkowski (en) (Jagiellonia Białystok) 13 buts - Kasper Hämäläinen (Lech Poznań) - Orlando Sá (Legia Varsovie) Source : ekstraklasa.org | 13 passes décisives - Semir Štilić (Wisła Cracovie) 11 passes décisives - Nika Dzalamidze (Jagiellonia Białystok) - Szymon Pawłowski (Lech Poznań) 10 passes décisives - Tomasz Brzyski (Legia Varsovie) - Marcin Budziński (en) (Cracovia) - Łukasz Madej (en) (Górnik Zabrze) - Michał Mak (en) (GKS Bełchatów) - Filip Starzyński (Ruch Chorzów) Source (non officielle) : sportowefakty.pl |

### Moyenne de buts marqués par journée
Ce graphique représente le nombre de buts marqués (790 au total cette saison) lors de chaque journée. Il est également indiqué la moyenne totale sur la saison, qui est de 21,35 buts par journée, soit 2,67 par match. Elle est en très légère hausse par rapport à la saison précédente.

### Affluences moyennes
Ce graphique présente pour chaque club la moyenne par match des affluences enregistrées dans leur stade. Cette saison, elle s'établit pour le championnat à 8 324 spectateurs par match, 2 463 999 personnes ayant assisté à une rencontre d'Ekstraklasa.

## Aspects financiers

### Sponsors
Pour la quatrième saison consécutive, l'opérateur de téléphonie mobile allemand T-Mobile, très présent en Pologne, est le sponsor principal de l'Ekstraklasa. Son contrat avec la ligue prendra fin en juin 2015. La marque verserait à l'organisateur du championnat, selon certains médias, seize millions de złotys par saison, une somme record en Pologne pour une compétition sportive. Ce contrat permet à T-Mobile – en plus de placer son nom dans le titre officiel du championnat et son image dans son logo – d'être présent sur le maillot de toutes les équipes ainsi que les panneaux publicitaires entourant le terrain, les stades et les infrastructures des clubs.
Contrairement aux six saisons précédentes, les ballons officiels de match sont fournis par l'équipementier allemand Adidas, qui remplace Puma pour les saisons 2014-2015 et 2015-2016. En mai 2015, la firme allemande prolonge d'une saison son contrat.